# اتحادیه فوتبال اندونزی
اتحادیه فوتبال اندونزی نهاد اداره‌کنندهٔ فوتبال در اندونزی است. این نهاد در سال ۱۹۳۰ پایه‌گذاری شده و اکنون عضو کنفدراسیون فوتبال آسیا است. در حال حاضر ریاست این نهاد بر عهدهٔ جوهر عارف حسین می‌باشد.